# Wrota Piekieł
Wrota Piekieł (fr. Portes d'Enfer) – przełom rzeki Lualaby (górnego odcinka Konga) przez piaskowcowe skały poniżej miasta Kongolo we wschodniej Demokratycznej Republice Konga (prowincja Tanganika).
Koryto rzeki ulega tu znacznemu zwężeniu, a nurt gwałtownie przyspiesza, co uniemożliwia żeglugę na tym odcinku. Na całym odcinku Lualaby między miastami Kongolo i Kindu tworzą się też liczne progi i wodospady.